# Zgornja srednja dolina Rena
Soteska Rena imenovana tudi Kulturna krajina ob srednjem Renu je bila vključena na seznam Unescove svetovne dediščine 27. junija 2002 z nazivom Zgornja srednja dolina Rena. Območje svetovne dediščine se razteza od Bingena / Rüdesheima do Koblenza v dolžini 67 km vzdolž prečne doline Rena skozi renske Schiefergebirge.
Edinstvenost te kulturne krajine je izjemno kulturno bogastvo. Njen poseben videz dolguje Srednji renski dolini: na eni strani z naravno obliko rečne pokrajine, na drugi strani pa s človekovim posredovanjem. Dve tisočletji je ena glavnih prometnih poti za kulturno izmenjavo med Sredozemljem in severno Evropo. Nahaja se v osrčju Evrope, čas meja, čas kulturnih mostov in zgodovina Zahoda se v dolini odraža vzorno. S svojimi izjemnimi spomeniki,  vinorodnimi pobočji, gnečo naselij na ozkih bregovih reke in vrsta gradov na policah hribov, veljajo za utelešenje romantičnega Rena. Ne nazadnje je navdih za pesem Lorelaj, Heinricha Heineja.

## Zgodovina
Že leta 1977 je bil posredovan predlog za imenovanje Zgornje srednje doline Rena kot svetovne dediščine. Pred tem je leta 1976 Zvezna republika Nemčija podpisala "Konvencijo za varstvo kulturne in naravne dediščine v svetu". Na okviren seznam se je predlog prvič pojavil leta 1984, potem pa je izginil po združitvi Nemčij in se ponovno pojavil na seznamu leta 1992. Premier Kurt Beck je 1996 je sprejel uvrstitev Zgornje srednje doline Rena na Unescov seznam svetovne dediščine kot cilj kulturne politike deželne vlade Porenje - Pfalška. V novembru 1997  je potekala v Mainzu konferenca renskega kluba za spomenike in varstvo krajine doline Rena. Sprejeta je bila listina za ohranjanje, vzdrževanje in skrben razvoj kulturne krajine doline Rena. Stalna konferenca ministrov za izobraževanje v Zvezni republiki Nemčiji je bila obveščena leta 1998 o ponovni uvrstitvi na okvirni seznam.
Deželni vladi Hessen in Porenje - Pfalška sta uradno zaprosili za vključitev "kulturne krajine Zgornja srednja dolina Rena" od Bingen / Rüdesheima do Koblenz na Unescov seznam svetovne dediščine 19. decembra 2000. Prej je bilo izvedenih več ukrepov informiranja in sodelovanja lokalnih prebivalcev. Kot vladni komisar v postopku priznavanja je bil imenovan minister za kulturo dr Joachim Hofmann-Göttig. Po pregledu in mnenju Odbora za svetovno dediščino, ki je potekal 27. junija 2002 v Budimpešti, je bila uvrstitev potrjena. Priznanje in spričevalo so uradno predali 20. septembra 2003 na slovesnosti v Oberweselu.
- Koblenz, severna vrata v območje svetovne dediščine s trnjavo Ehrenbreitstein
- Deutsches Eck na sotočju  Mozele in Rena
- Grad Stolzenfels pri Koblenzu, utelešenje renske romantike
- Marksburg pri Braubachu, eden nikoli uničenih gradov na hribu nad Renom
- Pogled z levega brega Rena blizu St Goar na Loreley, spredaj ladja »Goethe«

## Opis kulturne krajine

### Kriteriji
Pogoj je bil zaprto krajinsko območje, ki ima določeno posebnost in ljudje, ki so se naučili upravljati posebno konfiguracijo območja. V Zgornji srednji dolini Rena je to del, ko se Ren prebija skozi rensko Schiefergebirge. Dolina s strmimi pečinami je prisilila uporabljati obdelovalne površine v obliki teras. Še posebej so bili pod vplivom preverjanja vinogradi, ki so nastali že v 8. stoletju na terasah iz skrilavca in rudarstvo in upravljanje z gozdom. Kmetijstvo je bilo mogoče le na planotah. Enkraten je seznam približno 40 gradov, ki so bili zgrajeni ob le 67 kilometrih toka Rena. Zgornja srednja dolina Rena je sinonim za romantike in tudi klasična transportna pokrajina (pomembna pristanišča, dve cesti in dve železniški progi).

### Lega
Kulturna krajina v bistvu sovpada z geografijo glavne enote Zgornja srednja dolina Rena, južni in severni del pa sta zunaj obravnavanega območja. Na jugu se naravno območje razširi na urbana območja Bingen in Rüdesheima. Na severnem koncu pa svetovna dediščina vključuje tudi velik del Koblenza; mesto sodi v Centralni renski bazen. Območje svetovne dediščine vključuje tudi nekatere kraje pomembne za razvoj kulturne krajine. Območje sega od Renovega kilometra 526 do 593 na dolžini 67 km vzdolž prečne doline Rena skozi renske Schiefergebirge med Bingenom / Rüdesheimom ter Koblenzom.
- Gradova Pfalzgrafenstein in Gutenfels (v ozadju) pri Kaubu
- Razvaline Wernerjeve kapele pri Bacharachu
- Grad Rheinstein, prvi ponovno zgrajen v 19. St. na tem območju
- Binger Loch so južna vrata v svetovno dediščino, levo je Bingerjev Mišji stolp, desno grad Ehrenfel
- Niederwaldski spomenik z Germanijo pri Rüdesheimu

### Struktura naselij
Območje svetovne dediščine kulturne krajine pokriva površino okoli 620 kvadratnih kilometrov, jedro površine obsega okoli 273 km². V 60 krajih, ki se nahajajo na območju živi okoli 170.000 ljudi. To so tudi: del mesta Koblenz in deli okrajev Mainz-Bingen, Mayen-Koblenz, Rhein-Hunsrück in del okrožja Rheingau-Taunus. Levo od Rena so mesta Bingen, Trechtingshausen, Niederheimbach, Rheindiebach, Bacharach, Oberwesel, St. Goar, Hirzenach, Bad Salzig, Boppard, Spay, Brey, Rhens in Koblenz in na desnem bregu mesta Rüdesheim, Assmannshausen, Lorch, Kaub, Sankt Goarshausen, Kestert, Kamp-Bornhofen, Filsen, Osterspai, Braubach, Lahnstein in del Koblenza.

### Kulturni spomeniki
Najbolj izstopajoči spomeniki so gradovi, utrdbe, palače in cerkvene stavbe. Grad Marksburg kot edini neokrnjeni grad na hribu v dolini Rena, grad Pfalzgrafenstein leži na skalnatem otoku sredi Rena in grad Rheinfels, ki je bil razširjen v trdnjavo, so pomembni primeri iz srednjega veka. Grad Stolzenfels stoji kot sinonim za romantiko ob Renu, ki ni omejen le s starimi zgradbami, ampak tudi z restavracijo in novimi zgradbami. V Koblenzu je bil grad volilnega kneza, zadnje prebivališča volilnega kneza iz Trierja, ko so francoske revolucionarne čete uničile sistem.
Najmogočnejša trdnjava na področju svetovne dediščine je trdnjava Koblenz, ki so jo Prusi zgradili v 19. stoletju. Kot del obrambnega sistema stoji trdnjava Ehrenbreitstein nad dolino Rena. Ena izmed najstarejših cerkvenih zgradb je zgodovinsko romanska bazilika sv. Kastorja (katere prva stavba je bila posvečena leta 836) v Koblenzu, tu so še kolegijska cerkev sv. Goarja iz 11. stoletja, v letu 1136 zaključena pozno romanska cerkev sv. Janeza v Lahnsteinu, prvi primer cerkve z emporami ob Renu. Bolj profane in nacionalno znane zgradbe so Mišji stolp, nekdanji carinskega stolp na Renu, Niederwaldski spomenik z Germanijo v Rüdesheimu in Deutsche Eck s svojim konjeniškim kipom cesarja Viljema I. na ustju Mozele. Pomemben arheološki spomenik v srednjem Renu je rimska utrdba v Boppardu. Je ena izmed najbolje ohranjenih te vrste v Nemčiji.

### Gospodarstvo in promet
Glavna prometnica nacionalnega pomena je bila vedno Ren. Zvezna plovna pot je ena izmed najbolj delovnih poti v svetu. Srednja dolina Rena predstavlja preboj skozi renske Schiefergebirge in posebno ozko grlo zaradi svojih ostrih ovinkov in plitvin. Da bi zmanjšali tveganje za plovbo so uredili ustrezno prometno signalizacijo že sredi 19. stoletja, v novejšem času pa tudi svetlobno signalizacijo. Ob Renu skozi dolino potekata na vsaki strani cesti B 9 na levi in B 42 na desni. Poleg teh pa tudi levo in desno železnica.

## Izvor kulturne krajine

### Gradovi
Gradovi v Zgornji srednji dolini Rena so se pojavili z nekaj izjemami od 12. do prve polovice 14. stoletja. Bili so navadno zgrajeni na sredini terase, ki so nastale v času nastajanja doline. V 10. in 11. stoletja so bila grajska poslopja privilegij cesarstva (kralj, plemstvo). Zgradbe pred tem časom so bile večinoma lesene in zemeljske.
V 12. stoletju se je začela slabitev monarhije. Moč knezov se je povečal (od 1220 in 1231  prenos pomembnih pravic (insignije) na duhovne (Confoederatio cum principibus ecclesiasticis) in laične (Statutum in favorem principum) kneze, od 1273 volilne kneze, 1356 končno oblikovanje teritorialnih držav). To je tudi čas gradnje večine gradov. Le štirje od sedmih volilnih knezov so imeli ozemlja v Zgornji srednji dolini Rena. Politični zemljevid je bil mozaik, saj se ta območja niso stikala. Gradovi so nastali zaradi varnosti na terenu. Od konca 12. stoletja so knezi odkrili carino kot vir dohodka, tako da so gradove gradili tudi za potrebe pobiranja carine. Gradovi v mestu so bile zgrajeni praviloma kot trdnjave.
Konec 14. stoletja je v regijo prišlo strelno orožje. Potrebne strukturne spremembe so si v 15. stoletju lahko privoščili le premožni lastniki gradov. S strelnim orožjem je veliko gradov izgubilo svoj strateški pomen že v poznem srednjem veku. Večina je zdaj počasi propadala ali pa so jih opustili.
Že v času tridesetletne vojne je bilo veliko uničenja. Končno uničenje skoraj vseh gradov je iz časa okupacije Ludvika XIV. in devetletne vojne leta 1689 (razen za gradov so ostali le trdnjava Ehrenbreitstein, Marksburg in grad Rheinfels).
V času romantike po 1815 do konca 19. stoletja je bilo veliko gradov obnovljenih. 

### Vinogradi
Identična geografski regiji je vinska regija Srednji Ren, ena od nemških vinskih, ustanovljena za kakovostno vino.
Vino so sem prinesli že Rimljani, vendar pa se je vinogradništvo razširilo v srednjem veku od Mozele proti jugu. Ta razvoj je potekal v štirih fazah, od 11. do konca 14. stoletja.
Pomembno za razvoj je bila nova tehnologija vinogradniških teras. Zgrajene površine so nagnjene od 25 ° do 30 ° in več. Omejene so možnosti pridelave zaradi klime. Ren in skrilavec in funkcija sivega peščenjaka kot hranilnika toplote, preprečujejo velika nihanja temperature. Dodatno k dobremu je hladen zraka in drenaža na strmih pobočjih. To še posebej koristi poznemu zorenju rizlinga, ki tukaj raste na približno 75% površine.
V poznem srednjem veku je bila večina prebivalstva odvisna od vinogradništva. Po odpravi razdrobljenosti številnih graščin, so nastale manjše parcele.
Do konca 16. stoletja je ta industrija cvetela, nato je prišla tridesetletna vojna in recesija. Naslednja stoletja so prinašala vzpone in padce, kriza zaradi prihoda železnice, industrializacija, tuja konkurenca, iz tujine so prišle bolezni trte (plesen, uš, peronospora,…) Do 19. stoletja in še posebej po drugi svetovni vojni je prišlo do upada proizvodnje.
58% obstoječih vinogradniških območjih iz leta 1900 je zdaj v celoti opuščenih. Vse kar je ostalo je le okoli 480 hektarjev - v letu 2006 še približno 380 ha dejansko aktivnih površin. Vinogradniške površine se zaraščajo z grmovjem in na koncu se vrne gozd. To je velik problem. Če se želi ohraniti značaj krajine, je potrebno veliko truda, da bi našli novo uporabo za terase ali pa jih vsaj čistiti. Kljub komasaciji, je delo z mehanizacijo omejeno, ker so površine preveč strme za traktorje na kolesih. Zato je donosnost majhna.

### Rudarstvo
Na obeh straneh doline Rena so kopali že v rimskih časih železo in druge rude. Prevozni stolp in predelovalni obrati so del krajine, nastali šele po drugi svetovni vojni, kot ostanki jam Amalienhöhe v Waldalgesheimu.
V tovarni svinca in srebra v bližini Braubacha so od leta 1691 predelovali najprej srebro, kasneje svinec. Presenetljivo zelo vidni v dolini Rena so trije dimniki.
V rudarstvu je bil pomemben tudi skrilavec iz jame Wilhelm Erbstollen v Kaubu.

### Gospodarjenje z gozdovi
Sprva je bil velik del doline pokrit z gozdom. V dolini rastejo obrežni gozdovi bele vrbe, na pobočjih hrast in beli gaber, bukev pa na boljših tleh. Prvo komercialno izkoriščanje so  izvajali že Rimljani, ki so tako pridobili kmetijska zemljišča in pašnike. S karolinško kolonizacijo (vrhunec v 13. stoletju), se je povečala gostota poselitve in prebivalstvo. V tem obdobju so bili vzpostavljeni vinogradi in terasiranje. Konec 14. stoletja je bilo približno 50% manj lesa. Zdaj je raba gozda ključnega pomena za regijo.
Danes v dolini prevladujejo odrasli panjevci. Veliko je hrastov, ki so prepoznavni po bodičastih izrastkih. Ker so drevesa postala prevelika, grozi nevarnost, da neplodna pobočja ne bodo prenesla obremenitve.

## Grožnje kulturni krajini

### Hrup zaradi prometa
UNESCO je že imel na voljo pri dodelitvi statusa svetovne kulturne dediščine, da je hrup, ki ga povzroča promet (kjer imajo železnice pomemben delež) problem. Konkretni ukrepi niso niti priporočljivi niti potrebni.

### Mostovi
Načrtovano novo prečkanje Rena z mostom pri St. Goarju in Sankt Goarshausenu mora biti usklajen s UNESCO-m, da bi se izognili težavam, kot v dolini Labe pri Dresdnu. 
UNESCO je objavil 29. julija 2010, da je gradnja mostu možna. Tako se je lahko začelo konkretno načrtovanje. V pogajanjih med strankami na volitvah v letu 2011 so se z Zelenimi dogovorili da projekt mostu začnoj zamrznejo. 

### Žičnica Koblenz
V Koblenzu obratuje žičnica od 2. julija 2010, največja žičnica v Nemčiji. Prva, ki je bila zgrajena v urbanem okolju. 890 metrov dolga žičnica ogroža status svetovne dediščine. Zgrajena je bil kot atrakcija in ekološka prometna povezava. Dogovorjeno je bilo, da deluje z gondolo le do novembra 2013 in se pozneje zmanjša.
UNESCO je 19. junija 2013 v Phnom Penhu na 37. zasedanju Odbora za svetovno dediščino odločil, da lahko obratuje so leta 2026. S tem se tehnično najdaljša možna življenjska doba konča. 

### Poletno sankališče Loreley
Zgrajeno leta 2013, poletno sankališče na skali Loreley predstavlja nevarnost za status Unescove dediščine. Unesco je 19. junija 2013 v Phnom Penhu na 37. zasedanju Odbora za svetovno dediščino pozval na odstranitev.

### Varnostni ukrepi
Ohranitev svetovne dediščine v Zgornji srednji dolini Rena je pod zaščito ustrezne zakonodaje vpletenih dežel. Ta zakon ureja ohranjanje spomenikov, ohranjanje in obnovo kulturnih spomenikov in njihovo znanstveno raziskovanje. Poleg tega so te strukture pod zaščito Haaške konvencije o varstvu kulturnih dobrin (Hague Convention for the Protection of Cultural Property in the Event of Armed Conflict) v primeru oboroženega spopada. Sprejeta novembra 1997, vsebuje listina način vzdrževanja, nege in nežnega razvoja kulturne krajine. K listini je pristopila lokalna skupnosti, ki tako zagotavlja zaščito značaja kulturne krajine. Divje rastline in živali so pod posebnim varstvom Bernske konvencije (Berne Convention on the Conservation of European Wildlife and Natural Habitats), ki je urejena na nacionalni ravni z zveznim Zakonom o ohranjanju narave.